# يوليو 2009
يوليو 2009 هو الشهر السابع من عام 2009. بدأ الشهر يوم الأربعاء، وانتهى يوم الجمعة بعد 31 يومًا.

## بوابة:أحداث جارية
| \| 1 يوليو 2009 (الأربعاء) \| عدل \| تاريخ \| راقب \| تصفح \| |     |       |      |      |
| - وزير الدفاع الإسرائيلي إيهود باراك (في الصورة) يستبعد أي تجميد مؤقت في بناء المستوطنات في الضفة الغربية ويقول إنه من المبكر جداً الإعلان عن ذلك (الجزيرة) - رئيس الولايات المتحدة باراك أوباما يعتبر تولي القوات العراقية مسؤولية الأمن في المدن والبلدات بدلاً من القوات الأمريكية خطوة جيدة نحو تحقيق سيادة العراق وانهاء الحرب فيه مع تحذيره من أيام صعبة قادمة فيه (الجزيرة) - تأجيل الحوار الفلسطيني في القاهرة بين وفدي حركتي فتح وحماس إلى أواخر يوليو المقبل بعد تجدد الخلافات بينهما بشأن ملف المعتقلين السياسيين (الجزيرة) |     |       |      |      |
| 1 يوليو 2009 (الأربعاء) | عدل | تاريخ | راقب | تصفح |

| 1 يوليو 2009 (الأربعاء) | عدل | تاريخ | راقب | تصفح |

| \| 2 يوليو 2009 (الخميس) \| عدل \| تاريخ \| راقب \| تصفح \| |     |       |      |      |
| - نائب الرئيس الأمريكي جو بايدن (في الصورة) يصل إلى بغداد في زيارة مفاجئة بعد يومين من إنهاء القوات الأميركية انسحابها من المدن العراقية وتكليفه من قبل الرئيس باراك أوباما بالإشراف على الجهود الهادفة إلى تحقيق مصالحة سياسية بين مختلف الفئات العراقية (بي بي سي) - منظمة العفو الدولية تتهم إسرائيل بإرتكاب جرائم حرب خلال هجماتها على قطاع غزة كما اتهمتها بتنفيذ هجمات عشوائية مدمرة في القطاع (بي بي سي) - ملك الأردن عبد الله الثاني بن الحسين يعين نجله الأكبر الحسين ولياً للعهد (بي بي سي) - انتخاب الياباني يوكيا أمانو مديراً للوكالة الدولية للطاقة الذرية بأغلبية بسيطة خلفاً لمحمد البرادعي (بي بي سي) - الحكومة المؤقتة التي نصبها الانقلابيون في هندوراس يرفضون الدعوات الدولية بإعادة الرئيس المخلوع مانويل زيلايا إلى منصبه (بي بي سي) |     |       |      |      |
| 2 يوليو 2009 (الخميس) | عدل | تاريخ | راقب | تصفح |

| 2 يوليو 2009 (الخميس) | عدل | تاريخ | راقب | تصفح |

| \| 3 يوليو 2009 (الجمعة) \| عدل \| تاريخ \| راقب \| تصفح \| |     |       |      |      |
| - مصادر طبية فلسطينية تعلن مقتل فتاة وإصابة شقيقها بعد قصف مدفعي إسرائيلي على منطقة وسط قطاع غزة-(سي إن إن) - الاتحاد الأفريقي يقرر وقف التعاون مع المحكمة الجنائية الدولية بعد أن اتهمت الرئيس السوداني عمر البشير بارتكاب جرائم حرب في دارفور (بي بي سي) - نائب الرئيس الأمريكي جو بايدن يؤكد عقب لقائه برئيس الوزراء العراقي نوري المالكي التزام الولايات المتحدة بالاتفاقية الأمنية (بي بي سي) |     |       |      |      |
| 3 يوليو 2009 (الجمعة) | عدل | تاريخ | راقب | تصفح |

| 3 يوليو 2009 (الجمعة) | عدل | تاريخ | راقب | تصفح |

| \| 4 يوليو 2009 (السبت) \| عدل \| تاريخ \| راقب \| تصفح \| |     |       |      |      |
| - الولايات المتحدة وروسيا والصين يدعون كوريا الشمالية إلى التحلي بالهدوء في أعقاب إجرائها لمجموعة من التجارب الصاروخية (بي بي سي) - الإتحاد الأفريقي يدعم البشير ويقرر عدم التعاون مع المحكمة الجنائية الدولية - سقوط مروحية تابعة للقوات الجوية الباكستانية - الوكالة الدولية للطاقة الذرية تنتخب رئيساً جديداً لها خلفاً لمحمد البرادعي - القوات الأمريكية تخوض قتالاً ضارياً في أفغانستان |     |       |      |      |
| 4 يوليو 2009 (السبت) | عدل | تاريخ | راقب | تصفح |

| 4 يوليو 2009 (السبت) | عدل | تاريخ | راقب | تصفح |

| \| 5 يوليو 2009 (الأحد) \| عدل \| تاريخ \| راقب \| تصفح \| |     |       |      |      |
| - المدعي العام للمحكمة الجنائية الدولية لويس مورينو أوكامبو يقول إن قرار الاتحاد الأفريقي بعدم التعاون مع المحكمة فيما يخص مذكرة اعتقال الرئيس السوداني عمر البشير بتهمة ارتكاب جرائم حرب في دارفور لن يكون له تأثير على عمل المحكمة (بي بي سي) - سلطات هندوراس تعلن إنها ستمنع طائرة الرئيس المخلوع مانويل زيلايا من النزول في مطار العاصمة تيجوسي جالبا إذا قرر العودة (الجزيرة) - محققون ضمن الفريق الفني للتحقيق بحادثة تحطم الطائرة اليمنية التي سقطت الأسبوع الماضي، الأحد يعلنون رصدهم إشارات صادرة عن الصندوق الأسود الخاص بالطائرة قبالة سواحل جزر القمر-(سي إن إن) - حاكمة ولاية ألاسكا والمرشحة السابقة لمنصب نائب الرئيس عن الحزب الجمهوري سارة بالين (في الصورة) تعلن استقالتها من منصبها في نهاية الشهر الحالي-(سي إن إن) |     |       |      |      |
| 5 يوليو 2009 (الأحد) | عدل | تاريخ | راقب | تصفح |

| 5 يوليو 2009 (الأحد) | عدل | تاريخ | راقب | تصفح |

| \| 6 يوليو 2009 (الإثنين) \| عدل \| تاريخ \| راقب \| تصفح \| |     |       |      |      |
| - الرئيسان الأمريكي باراك أوباما والروسي ديمتري ميدفيديف (في الصورة) يتوصلان لاتفاق مبدئي حول تخفيض ترسانة البلدين من الأسلحة النووية (بي بي سي) - مقتل 140 على الأقل وإصابة 800 آخرون في أعمال عنف بين المسلمين الأويغور والصينيين الهان في إقليم شينجيانغ غرب الصين (بي بي سي) |     |       |      |      |
| 6 يوليو 2009 (الإثنين) | عدل | تاريخ | راقب | تصفح |

| 6 يوليو 2009 (الإثنين) | عدل | تاريخ | راقب | تصفح |

| \| 7 يوليو 2009 (الثلاثاء) \| عدل \| تاريخ \| راقب \| تصفح \| |     |       |      |      |
| - الرئيس المصري محمد حسني مبارك (في الصورة) يقول بعد لقائه بالرئيس الإسرائيلي شمعون بيريز إنه يعتقد أن الجندي الاٍسرائيلي جلعاد شاليط الذي أسره نشطاء فلسطينيون قبل ثلاثة أعوام بخير وإنه يأمل ألا تستغرق هذه القضية وقتاً طويلاً لحلها (رويترز) - مدعي المحكمة الجنائية الدولية لويس مورينو أوكامبو يعلن إن لديه ما يكفي من الأدلة لطلب إصدار المزيد من مذكرات التوقيف بحق الرئيس السوداني عمر البشير بتهمة ارتكاب جرائم إبادة وذلك بعد صدور مذكرة مماثلة بحقه بتهمة ارتكاب جرائم حرب وجرائم ضد الإنسانية في إقليم دارفور (الجزيرة) - الرئيس الإيراني محمود أحمدي نجاد يقول في خطاب متلفز يقول إنه يعتبر الانتخابات الرئاسية الإيرانية التي جرت الشهر الماضي أكثر انتخابات حرة ونزيهة جرت في العالم-(سي إن إن) - السلطات الصينية تعتقل 1434 شخص وتفرض حظر التجول إثر أعمال العنف التي إندلعت بين المسلمين الأويغور والصينيين الهان في إقليم شينجيانغ غرب الصين (بي بي سي) - آلاف المعجبين يشاركون في حفل تأبين مايكل جاكسون والملايين يشاهدونه على التلفاز (بي بي سي) |     |       |      |      |
| 7 يوليو 2009 (الثلاثاء) | عدل | تاريخ | راقب | تصفح |

| 7 يوليو 2009 (الثلاثاء) | عدل | تاريخ | راقب | تصفح |

| \| 8 يوليو 2009 (الأربعاء) \| عدل \| تاريخ \| راقب \| تصفح \| |     |       |      |      |
| - قادة دول مجموعة الثماني يعربون خلال قمتهم السنوية في مدينة لاكويلا الإيطالية إن تداعيات الأزمة الاقتصادية العالمية على سوق العمل قد تعرض الاستقرار الاجتماعي للخطر (الجزيرة) - الرئيس الأمريكي باراك أوباما (في الصورة) يقول إنه من المهم إجراء حوار مع إيران وكوريا الشمالية لتشجيعهما على التخلي عن التسلح النووي (بي بي سي) - حركة حماس تشكك في مصير الجندي الإسرائيلي المتختطف منذ 3 أعوام وتعتبر تطمينات الرئيس المصري محمد حسني مبارك للرئيس الإسرائيلي شمعون بيريز حوله مجرد أماني (بي بي سي) - آلاف المتظاهرين المناوئين للحكومة اليمنية يتظاهرون بمناسبة الذكرى الخامسة عشر لنهاية الحرب الأهلية تؤدي إلى إشتباكات مع الشرطة ومقتل شخصين وإصابة 9 آخرون (بي بي سي) - التقديرات الأولية لانتخابات الرئاسة في إندونيسيا تشير إلى أن الرئيس سوسيلو بانبانغ يودهونو يتصدر وبفارق كبير من الاصوات نتائج الدورة الأولى من الانتخابات (بي بي سي) |     |       |      |      |
| 8 يوليو 2009 (الأربعاء) | عدل | تاريخ | راقب | تصفح |

| 8 يوليو 2009 (الأربعاء) | عدل | تاريخ | راقب | تصفح |

| \| 9 يوليو 2009 (الخميس) \| عدل \| تاريخ \| راقب \| تصفح \| |     |       |      |      |
| - تفجيران انتحاريان في مدينة تلعفر في محافظة نينوى العراقية يؤديان إلى مقتل 42 شخص وإصابة نحو 85-(سي إن إن) - وزارة الداخلية المصرية تعتقل 25 مصري وفلسطيني بتهمة التكفير والجهاد وتعلن إنهم كانو يتواصلون بتنظيمات في الخارج (الجزيرة) - دول الثماني ومجموعة الدول الخمس ذات الاقتصادات الناشئة يتفقون على تأسيس نظام نقدي دولي أكثر استقراراً (الجزيرة) - السلطات الصينية تشدد إجراءات الأمن وتنشر الآلاف من قوات الأمن في أورومتشي عاصمة إقليم شينجيانغ في محاولة للسيطرة على الاضطرابات فيها ومنظمة المؤتمر الإسلامي تعبر عن قلقها من تدهور الأوضاع في الإقليم ضد السكان من الأيغور المسلمين (الجزيرة) |     |       |      |      |
| 9 يوليو 2009 (الخميس) | عدل | تاريخ | راقب | تصفح |

| 9 يوليو 2009 (الخميس) | عدل | تاريخ | راقب | تصفح |

| \| 10 يوليو 2009 (الجمعة) \| عدل \| تاريخ \| راقب \| تصفح \| |     |       |      |      |
| - توتر بين المعارضة السودانية والحكومة بإعلان المعارضة عدم اعترافها بشرعية الحكومة من بعد 9 يوليو وتدعو للانسحاب من البرلمان وعدم الاعتراف بنتيجة التعداد السكاني. (الجزيرة) - الرئيس الفنزويلي هوغو شافيز (في الصورة) يقول إن محادثات كوستاريكا الرامية إلى التوصل لتسوية سياسية في هندوراس ماتت قبل أن تبدأ وذلك وسط تضاؤل الآمال في التوصل لحل ينهى الأزمة التي اندلعت بسبب الانقلاب العسكري وقع نهاية الشهر الماضي وأطاح بالرئيس مانويل زيلايا. (الجزيرة) - قادة مجموعة الثماني يختتمون أعمال قمتهم ويقررون زيادة الاستثمارات في مجال الأمن الغذائي في الدول النامية والأفريقية إلى 20 مليار دولار. (بي بي سي) - الرئيس الروسي ديمتري ميدفيديف يعلن أن بلاده ستنشر صواريخ إسكندر في جيب كاليننجراد في حال عدم التوصل لاتفاق مع الولايات المتحدة بشأن الدرع الصاروخية الأمريكية في أوروبا. (بي بي سي) |     |       |      |      |
| 10 يوليو 2009 (الجمعة) | عدل | تاريخ | راقب | تصفح |

| 10 يوليو 2009 (الجمعة) | عدل | تاريخ | راقب | تصفح |

| \| 11 يوليو 2009 (السبت) \| عدل \| تاريخ \| راقب \| تصفح \| |     |       |      |      |
| - الرئيس الأمريكي باراك أوباما في خطاب أمام البرلمان الغاني يعلن أن أزمات مثل الإبادة في دارفور أو الإرهاب في الصومال يتطلبان رد عالمي ويشير إلى ضرورة تعزيز قدرات أفريقيا الذاتية للرد ويدعو إلى وضع حد للممارسات غير الديمقراطية ومكافحة الفساد وإتباع قواعد الحكم الرشيد (العربية) - وزير الخارجية الإيراني منوشهر متكي (في الصورة) يقول إن بلاده تعد حزمة ترتيبات سياسية وأمنية ودولية لعرضها على الدول الغربية وإنها يمكن أن تشكل أساس لإجراء مباحثات مع الغرب (بي بي سي) - وزارة الصحة في السعودية تعلن أن لقاح إنفلونزا الخنازير سيكون متوفر قبل موسم الحج مستبقة أي سيناريو متشائم يمكن أن يشكل تهديد لموسم الحج الذي قد يواجه سابقة تاريخية بإحجام بعض الدول عن إرسال مواطنيها لأداء الفريضة خشية انتشار الوباء (العربية) |     |       |      |      |
| 11 يوليو 2009 (السبت) | عدل | تاريخ | راقب | تصفح |

| 11 يوليو 2009 (السبت) | عدل | تاريخ | راقب | تصفح |

| \| 12 يوليو 2009 (الأحد) \| عدل \| تاريخ \| راقب \| تصفح \| |     |       |      |      |
| - رئيس وزراء إسرائيل بنيامين نتنياهو يدعو الرئيس الفلسطيني محمود عباس (في الصورة) إلى لقائه لاستئناف محادثات السلام (بي بي سي) - رئيس مجلس النواب العراقي أياد السامرائي يقول إن الفشل في التوصل إلى حل لإجراء الانتخابات في محافظة كركوك يمثل العقبة الرئيسية التي تحول دون تشريع قانون جديد للانتخابات البرلمانية المقبلة (رويترز) |     |       |      |      |
| 12 يوليو 2009 (الأحد) | عدل | تاريخ | راقب | تصفح |

| 12 يوليو 2009 (الأحد) | عدل | تاريخ | راقب | تصفح |

| \| 13 يوليو 2009 (الإثنين) \| عدل \| تاريخ \| راقب \| تصفح \| |     |       |      |      |
| - إسرائيل ترفض دعوة منسق السياسات الخارجية بالاتحاد الأوروبي خافيير سولانا (في الصورة) للأمم المتحدة للاعتراف بدولة فلسطين إذا أخفقت إسرائيل والفلسطينيون في التوصل لاتفاق سلام بعد مدى زمني محدد (بي بي سي) - محكمة يمنية تقضي بإعدام ستة يمنيين وسجن عشرة أشخاص آخرين بينهم أربعة سوريين وسعودي واحد لمدد متفاوتة وذلك بتهمة الانتماء لتنظيم القاعدة والضلوع في سلسلة من الهجمات الدامية (بي بي سي) - الرئيس الروسي ديمتري ميدفيديف يزور أوسيتيا الجنوبية في أول زيارة له إلى هذه المنطقة التي كانت تابعة لجورجيا ثم انفصلت عنها بعد الحرب الروسية الجورجية في السنة الماضية (بي بي سي) - وفاة رئيس وزراء لبنان الأسبق أمين الحافظ وإعلان الحداد 3 أيام في لبنان (الجزيرة) - وفاة عالم الدين السعودي عبد الله بن جبرين (الجزيرة) |     |       |      |      |
| 13 يوليو 2009 (الإثنين) | عدل | تاريخ | راقب | تصفح |

| 13 يوليو 2009 (الإثنين) | عدل | تاريخ | راقب | تصفح |

| \| 14 يوليو 2009 (الثلاثاء) \| عدل \| تاريخ \| راقب \| تصفح \| |     |       |      |      |
| - الرئيس الأمريكي باراك أوباما يلمح أثناء لقائه مع زعماء اليهود الأمريكيين إلى أن الولايات المتحدة وإسرائيل تحققان تقدم نحو تضييق شقة الخلافات بينهما في مسألة المستوطنات (العربية) - وزير الخارجية المصري أحمد أبو الغيط (في الصورة) يعلن أن مصر لا تملك منع أي سفن حتى لو كانت عسكرية إسرائيلية من عبور قناة السويس طالما إنه لا توجد نوايا عدائية تجاه مصر وذلك بعد عبور ستة قطع عسكرية إسرائيلية للقناة لإجراء مناورات عسكرية في البحر الأحمر مع القوات الأمريكية (بي بي سي) - وزارة الخارجية الفرنسية تعلن اختطاف مستشارين فرنسيي في مقديشو حيث كانا يقدمان مساعدة أمنية للحكومة الصومالية (بي بي سي) |     |       |      |      |
| 14 يوليو 2009 (الثلاثاء) | عدل | تاريخ | راقب | تصفح |

| 14 يوليو 2009 (الثلاثاء) | عدل | تاريخ | راقب | تصفح |

| \| 15 يوليو 2009 (الأربعاء) \| عدل \| تاريخ \| راقب \| تصفح \| |     |       |      |      |
| - الرئيس المصري محمد حسني مبارك يفتتح القمة الخامسة عشر لدول عدم الانحياز في شرم الشيخ (العربية) - مسئول أمني صومالي يعلن أن المختطفان الفرنسيان سلما إلى متشددين إسلاميين (بي بي سي) - وزيرة الخارجية الأمريكية هيلاري كلينتون (في الصورة) تعلن أن الولايات المتحدة ما زالت تتمسك بإجراء حوار مع إيران بشأن برنامجها النووي وتبدي أسفها لسحق المعارضة في إيران بعد الانتخابات الرئاسية (الجزيرة) - تحطم طائرة ركاب إيرانية، ومقتل كل من كان على متنها - السلطة الفلسطينية تعلق عمل قناة الجزيرة الفضائية بالضفة الغربية وفياض يعلن أنه بدأ إجراءات محاكمتها |     |       |      |      |
| 15 يوليو 2009 (الأربعاء) | عدل | تاريخ | راقب | تصفح |

| 15 يوليو 2009 (الأربعاء) | عدل | تاريخ | راقب | تصفح |

| \| 16 يوليو 2009 (الخميس) \| عدل \| تاريخ \| راقب \| تصفح \| |     |       |      |      |
| - إختتام أعمال قمة دول عدم الانحياز في شرم الشيخ بإعلان يدعو إلى عالم خال من الأسلحة النووية والإلتزام بدعم الشعب الفلسطيني في سعيه لإقامة دولة مستقلة في الضفة الغربية وقطاع غزة (رويترز) - الحكومة الانتقالية في هندوراس تفرض حظر التجول بعد اتهامها المعارضة وأنصار الرئيس المخلوع مانويل زيلايا بافتعال اضطرابات ورئيس الحكومة الانتقالية روبرتو ميشيليتي يعرب عن استعداده للتخلي عن السلطة إذا لم يعد الرئيس المخلوع للبلاد (بي بي سي) - رئيس وكالة الطاقة الذرية الإيرانية غلام رضا آغازاده يعلن استقالته من منصبه بصورة مفاجئة بدون توضيح الأسباب التي دفعته إلى تقديمها والرئيس الإيراني محمود أحمدي نجاد يوافق عليها-(سي إن إن) |     |       |      |      |
| 16 يوليو 2009 (الخميس) | عدل | تاريخ | راقب | تصفح |

| 16 يوليو 2009 (الخميس) | عدل | تاريخ | راقب | تصفح |

| \| 17 يوليو 2009 (الجمعة) \| عدل \| تاريخ \| راقب \| تصفح \| |     |       |      |      |
| - مقتل 9 أشخاص في انفجارين في فندقين من أفخم فنادق العاصمة الإندونيسية جاكرتا، وأصابع الاتهام تشير لوقوف الجماعة الإسلامية في جنوب شرق آسيا خلف الحادث. (العربية) - الناخبون الموريتانيون يتوجهون إلى صناديق الاقتراع غدًا لانتخاب رئيس جديد من بين تسعة مرشحين في انتخابات تعتبر الأكثر إثارة واستقطابًا في تاريخ البلاد. (العربية) - آلاف من أنصار المعارضة الإيرانية يتظاهرون في العاصمة طهران ضد نتائج الانتخابات الرئاسية، والشرطة تستخدم قنابل الغاز لتفريق الحشود والرئيس الأسبق هاشمي رفسنجاني (في الصورة) يطالب في خطبة الجمعة السلطات بإطلاق سراح المحتجزين الذين اعتقلوا خلال تظاهرات الاحتجاج على نتائج الانتخابات. (بي بي سي) - عشرات اللبنانيين يزيلون شريط من الأسلاك الشائكة في منطقة كفر شوبا المتنازع عليها بين إسرائيل ولبنان، ويرفعون لبعض الوقت العلم اللبناني وعلم حزب الله على نقطة استطلاع إسرائيلية. (بي بي سي) - أمين عام حزب الله حسن نصر الله يقول أن الحزب لا يريد ضمانات حول سلاحه ولا بشأن المحكمة الدولية التي تنظر في اغتيال رفيق الحريري، بل إن طلبه هو تشكيل حكومة شراكة حقيقية. (بي بي سي) |     |       |      |      |
| 17 يوليو 2009 (الجمعة) | عدل | تاريخ | راقب | تصفح |

| 17 يوليو 2009 (الجمعة) | عدل | تاريخ | راقب | تصفح |

| \| 18 يوليو 2009 (السبت) \| عدل \| تاريخ \| راقب \| تصفح \| |     |       |      |      |
| - الناخبون في موريتانيا أدلو بأصواتهم لاختيار رئيس جديد بعد ما يقارب العام من الانقلاب العسكري (رويترز) - اللجنة الدولية للصليب الأحمر تعلن عن قيام حركة العدل والمساواة في إقليم دارفور بإطلاق سراح 60 جندي وشرطي سوداني في خطوة من شأنها أن تساعد في إزالة العقبات في طريق محادثات السلام المتعثرة (رويترز) - ولي عهد البحرين سلمان بن حمد آل خليفة (بالصورة) يدعوا العرب إلى التطبيع مع إسرائيل - سقوط مقاتلة إف-15 أمريكية في أفغانستان |     |       |      |      |
| 18 يوليو 2009 (السبت) | عدل | تاريخ | راقب | تصفح |

| 18 يوليو 2009 (السبت) | عدل | تاريخ | راقب | تصفح |

| \| 19 يوليو 2009 (الأحد) \| عدل \| تاريخ \| راقب \| تصفح \| |     |       |      |      |
| - وزارة الداخلية الموريتانية تعلن رسميًا فوز الجنرال محمد ولد عبد العزيز الذي قاد الانقلاب العسكري في 6 أغسطس 2008 بانتخابات الرئاسة بعد حصوله على 52.58% من أصوات الناخبين والمعارضة تطعن بالنتيجة (بي بي سي) - مسؤولون فلسطينيون يعلنون تأجيل جولة المباحثات بين حركتي فتح وحماس التي كان من المقرر أن تتم يوم 25 يوليو لمدة شهر وذلك بهدف إجراء المزيد من اللقاءات المنفردة بين الجانبين (بي بي سي) - رئيس وزراء الإسرائيلي بنيامين نتنياهو يرفض طلب الولايات المتحدة بوقف الاستيطان في القدس الشرقية (الجزيرة) - وزير الداخلية الأردني نايف القاضي ينفي سحب الجنسية الأردنية من ذوي الأصول الفلسطينية ويصف الأمر بأنه تصويب للأوضاع يجري دورياً التزامًا بالقرارات العربية ولتثبيت أهل الضفة الغربية في بلادهم ومنع إسرائيل من تفريغ الأراضي الفلسطينية (الجزيرة) - سقوط مروحية مدنية في أفغانستان مؤجرة لقوات التحالف، ومقتل 16 شخص وإصابة خمسة آخرون كانو على متنها - الانتهاء من أعمال تركيب القسم الياباني "كيبو" في محطة الفضاء الدولية - كارلا بروني ساركوزي (في الصورة) عقيلة الرئيس الفرنسي نيكولا ساركوزي تغني في نيويورك إحتفالاً بعيد ميلاد نيلسون مانديلا (رويترز) |     |       |      |      |
| 19 يوليو 2009 (الأحد) | عدل | تاريخ | راقب | تصفح |

| 19 يوليو 2009 (الأحد) | عدل | تاريخ | راقب | تصفح |

| \| 20 يوليو 2009 (الإثنين) \| عدل \| تاريخ \| راقب \| تصفح \| |     |       |      |      |
| - الإصلاحيون في إيران يضغطون على الحكومة لإجراء استفتاء في كل أنحاء البلاد على العملية الانتخابية في أعقاب إعادة انتخاب محمود أحمدي نجاد لفترة رئاسية ثانية، والمرشد الأعلى للثورة علي خامنئي (في الصورة) يتهم من سماهم أعداء البلاد بتأجيج الأزمة المتعلقة بنتائج من جديد الانتخابات الرئاسية (بي بي سي) - إسرائيل تعتبر لقاء كبير المفاوضين الفلسطينيين صائب عريقات مع وزير خارجية إيران منوشهر متكي بأنه اجتماع مع ألد أعداء السلام (بي بي سي) - مسلحين من حركة الشباب المجاهدين يغيرون على مكاتب الأمم المتحدة في مدينتي بيدوا وواجد في جنوب الصومال، وأنباء عن سحب الأمم المتحدة لموظفيها من عدد من المدن التي تسيطر عليها الحركة (بي بي سي) - محكمة جرائم الحرب في يوغسلافيا السابقة تحكم على إثنين من صرب البوسنة إحدهما بالسجن مدى الحياة والآخر لمدة ثلاثين عام بعد إدانتهما بحرق 140 من مسلمي البوسنة وهم أحياء في حادثين منفصلين (بي بي سي) - حركة حماس تنتج أول فيلم سينمائي في قطاع غزة - مصر تسجل أول حالة وفاة بإنفلونزا الخنازير - حرائق في ولاية كولومبيا البريطانية في كندا تجبر 17.000 شخص على ترك منازلهم |     |       |      |      |
| 20 يوليو 2009 (الإثنين) | عدل | تاريخ | راقب | تصفح |

| 20 يوليو 2009 (الإثنين) | عدل | تاريخ | راقب | تصفح |

| \| 21 يوليو 2009 (الثلاثاء) \| عدل \| تاريخ \| راقب \| تصفح \| |     |       |      |      |
| - مقتل أكثر من 15 شخص في تفجيرات متفرقة في بغداد والأنبار - تجدد المواجهات بين المعارضين المحتجين على نتائج الانتخابات والشرطة في العاصمة الإيرانية طهران (بي بي سي) - الجيش اللبناني يعلن عن تفكيك شبكة إرهابية تضم عشرة أفراد أغلبهم من جنسيات عربية كانت تخطط للقيام بعمليات ضد قوات اليونيفيل في جنوب لبنان (بي بي سي) - رئيس وزراء اليابان تارو آسو يعلن حل مجلس النواب ويدعو إلى إجراء انتخابات عامة في 30 أغسطس (الجزيرة) |     |       |      |      |
| 21 يوليو 2009 (الثلاثاء) | عدل | تاريخ | راقب | تصفح |

| 21 يوليو 2009 (الثلاثاء) | عدل | تاريخ | راقب | تصفح |

| \| 22 يوليو 2009 (الأربعاء) \| عدل \| تاريخ \| راقب \| تصفح \| |     |       |      |      |
| - رئيس وزراء العراق نوري المالكي والرئيس الأمريكي باراك أوباما يحثان الدول دائمة العضوية في مجلس الأمن الدولي على تخفيف العقوبات المالية المفروضة على العراق بعد غزوه الكويت عام 1990 (بي بي سي) - رئيس وزراء إسرائيل بنيامين نتنياهو يقول إن الجدار العازل مع الضفة الغربية سيبقى ولن يهدم حتى في ظل غياب الهجمات منها (رويترز) - صدور قرار محكمة التحكيم الدولية حول منظقة أبيي، وشمال وجنوب السودان يرحبون به - حدوث أطول كسوف للشمس خلال القرن الواحد والعشرين في عدة دول آسيوية |     |       |      |      |
| 22 يوليو 2009 (الأربعاء) | عدل | تاريخ | راقب | تصفح |

| 22 يوليو 2009 (الأربعاء) | عدل | تاريخ | راقب | تصفح |

| \| 23 يوليو 2009 (الخميس) \| عدل \| تاريخ \| راقب \| تصفح \| |     |       |      |      |
| - المجلس الدستوري في موريتانيا يرفض جميع الطعون التي قدمتها الأطراف السياسية في نتيجة الانتخابات الرئاسية ويثبت فوز محمد ولد عبد العزيز (في الصورة) بها (الجزيرة) - سقوط قتلى من الشرطة اليمنية ومتظاهرون جنوبيون في محافظة أبين بدون بيان سبب اندلاع الإشتباكات (الجزيرة) - بدأ عملية التصويت الخاص في الانتخابات الرئاسية والتشريعية في كردستان العراق على أن تبدأ عملية الاقتراع يوم السبت المقبل (الجزيرة) - رئيس السودان عمر البشير يدعو للتعايش السلمي في منطقة أبيي بعد قرار المحكمة الدائمة للتحكيم (الجزيرة) |     |       |      |      |
| 23 يوليو 2009 (الخميس) | عدل | تاريخ | راقب | تصفح |

| 23 يوليو 2009 (الخميس) | عدل | تاريخ | راقب | تصفح |

| \| 24 يوليو 2009 (الجمعة) \| عدل \| تاريخ \| راقب \| تصفح \| |     |       |      |      |
| - الأمم المتحدة تحذر من تخزين حزب الله للذخيرة على إثر انفجار مستودع للذخيرة في المنطقة الواقعة تحت سيطرة الحزب في جنوب لبنان (بي بي سي) - تحطم طائرة إيرانية أثناء هبوطها في مطار مدينة مشهد شمالي إيران مما أدى إلى مقتل 17 إنساناً (بي بي سي) |     |       |      |      |
| 24 يوليو 2009 (الجمعة) | عدل | تاريخ | راقب | تصفح |

| 24 يوليو 2009 (الجمعة) | عدل | تاريخ | راقب | تصفح |

| \| 25 يوليو 2009 (السبت) \| عدل \| تاريخ \| راقب \| تصفح \| |     |       |      |      |
| - الحرس الثوري الإيراني يهدد بضرب المنشآت النووية الإسرائيلية إذا قامت إسرائيل بمهاجمتها (بي بي سي) - بدأت عمليات فرز الأصوات في الانتخابات الرئاسية والبرلمانية في كردستان العراق، وقائمتي التغيير والإصلاح والخدمات تصدرا بيان مشترك يتهم القائمة الكردستانية واللجنة الانتخابية بالمسؤولية عما أسمياه بخروقات حصلت في الساعات الأخيرة للتصويت (الجزيرة) - جيش هندوراس يشدد إجراءات حراسة الحدود بعد قيام الرئيس المخلوع مانويل زيلايا بمحاولة العودة عبر نقطة حدودية مع نيكاراغوا، والحكومة المؤقتة تعتبر تحركه خطوة خطيرة وغير مسؤولة (الجزيرة) - إيرادات مايكروسوفت تتراجع إلى أكثر من 29% |     |       |      |      |
| 25 يوليو 2009 (السبت) | عدل | تاريخ | راقب | تصفح |

| 25 يوليو 2009 (السبت) | عدل | تاريخ | راقب | تصفح |

| \| 26 يوليو 2009 (الأحد) \| عدل \| تاريخ \| راقب \| تصفح \| |     |       |      |      |
| - رئاسة إقليم كردستان العراق تعلن فوز مسعود برزاني (في الصورة) برئاسة الإقليم بنسبة 70% من الأصوات، وحصول القائمة الكردستانية على 60% من الأصوات لبرلمان كردستان (العربية) - النائب العام المصري يحيل 26 متهم بالتخطيط للقيام بأعمال إرهابية لمصلحة حزب الله إلى محكمة أمن الدولة العليا (بي بي سي) - وزير الدفاع الأمريكي روبرت جيتس يتوجه إلي إسرائيل لإجراء محادثات تشمل التعاون الثنائي في مجال الدفاع الصاروخي والجهود لكبح طموحات إيران النووية (بي بي سي) - نقل الرئيس الفرنسي نيكولا ساركوزي إلى المستشفى إثر إصابته بوعكة صحية بينما كان يمارس الرياضة (بي بي سي) |     |       |      |      |
| 26 يوليو 2009 (الأحد) | عدل | تاريخ | راقب | تصفح |

| 26 يوليو 2009 (الأحد) | عدل | تاريخ | راقب | تصفح |

| \| 27 يوليو 2009 (الإثنين) \| عدل \| تاريخ \| راقب \| تصفح \| |     |       |      |      |
| - أمين عام حزب الله حسن نصر الله يهدد بضرب تل أبيب إذا قصفت إسرائيل الضاحية الجنوبية في بيروت (رويترز) - الحكومة اليمنية تحث البرلمان على تمرير قوانين صارمة بشأن الأمن وتقييد حيازة الأسلحة قائلة إن الاضطرابات وأعمال خطف الغربيين تشكل ضغط على الاقتصاد (رويترز) - وزير الدفاع الأمريكي روبرت غيتس (في الصورة) يهدد بفرض عقوبات صارمة ضد إيران ما لم تستجب لعرض الحوار الذي قدمته لها واشنطن بشأن برنامجها النووي (الجزيرة) - المبعوث الأمريكي الخاص إلى الشرق الأوسط جورج ميتشل يجدد دعوته للدول العربية باتخاذ إجراءات حقيقية للتطبيع مع إسرائيل (بي بي سي) - كوريا الشمالية تعلن راغبتها في استئناف المحادثات حول برنامجها النووي مع الولايات المتحدة فقط وليس مع اللجنة السداسية لأنها تعتبر مشاركة بقية أعضاء اللجنة غير مجدية (بي بي سي) - وزير الخارجية البريطاني ديفيد ميلباند يحث الحكومة الأفغانية على بذل المزيد من الجهد لإجراء حوار مع العناصر المعتدلة في حركة طالبان (بي بي سي) |     |       |      |      |
| 27 يوليو 2009 (الإثنين) | عدل | تاريخ | راقب | تصفح |

| 27 يوليو 2009 (الإثنين) | عدل | تاريخ | راقب | تصفح |

| \| 28 يوليو 2009 (الثلاثاء) \| عدل \| تاريخ \| راقب \| تصفح \| |     |       |      |      |
| - أعمال عنف في عدة مناطق في العراق تؤدي إلى مقتل ما لا يقل عن 10 واصابة ما يقرب من مئة (بي بي سي) - الإفراج عن 140 شخص احتجزوا أثناء الاحتجاجات على نتيجة انتخابات الرئاسة المتنازع عليها في إيران (بي بي سي) - القوات العراقية تقتحم معسكر أشرف التابع لمنظمة مجاهدي خلق الإيرانية المعارضة في محافظة ديالى بعد فشل المحادثات مع المنظمة لدخول المعسكر سلمياً (الجزيرة) - سلطات الأمن في نيجيريا تفرض حظر التجول ضمن إجراءات أمنية مشددة بأربع ولايات في الشمال شهدت مواجهات متجددة بين قوات الشرطة ومن تسميهم السلطات المتشددين الإسلاميين (الجزيرة) |     |       |      |      |
| 28 يوليو 2009 (الثلاثاء) | عدل | تاريخ | راقب | تصفح |

| 28 يوليو 2009 (الثلاثاء) | عدل | تاريخ | راقب | تصفح |

| \| 29 يوليو 2009 (الأربعاء) \| عدل \| تاريخ \| راقب \| تصفح \| |     |       |      |      |
| - مفوضية الانتخابات في كردستان العراق تعلن رسمياً إعادة انتخاب مسعود بارزاني رئيساً للإقليم لولاية ثانية واحتفاظ الحزب الديمقراطي الكردستاني والاتحاد الوطني الكردستاني بالسلطة رغم تحقيق المعارضة مكاسب بالانتخابات البرلمانية المحلية (الجزيرة) - قائد الشرطة الإيرانية يقر بحصول تجاوزات ضد المتظاهرين على نتيجة انتخابات الرئاسة ويقول أن رجال الشرطة تصرفوا في بعض الحالات مع المتظاهرين المحتجين خارج سياق القانون واعترف بأنهم مارسوا العنف المفرط وإرتكبوا بعض التجاوزات (العربية) - وزير الدفاع الأمريكي روبرت غيتس يعلن الإسراع بشكل طفيف في سحب القوات الأمريكية من العراق حيث سيتم إعادة أربع فرق قتالية بدلاً من ثلاث إلى الولايات المتحدة مطلع يناير 2010-(سي إن إن) - رئيس مجلس النواب اللبناني نبيه بري يقول بعد لقائه رئيس الجمهورية ميشال سليمان أن العملية السياسية المتعلقة بتشكيل الحكومة إنتهت وأن كل ما تبقى هو توزيع الحقائب (رويترز) - سفيرة الولايات المتحدة في الأمم المتحدة سوزان رايس تقول إن إريتريا ليس أمامها سوى القليل من الوقت للتوقف عن تقويض الأمن في الصومال وإلا ستواجه عقوبات محتملة من الأمم المتحدة (رويترز) |     |       |      |      |
| 29 يوليو 2009 (الأربعاء) | عدل | تاريخ | راقب | تصفح |

| 29 يوليو 2009 (الأربعاء) | عدل | تاريخ | راقب | تصفح |